# Bergenia scopulosa
Bergenia scopulosa là một loài thực vật có hoa trong họ Saxifragaceae. Loài này được T.P.Wang miêu tả khoa học đầu tiên năm 1974.